# Kumi Nakada
Kumi Nakada (中田 久美, Nakada Kumi) est une joueuse japonaise de volley-ball née le 3 septembre 1965 à Nerima.

## Biographie
Kumi Nakada fait partie de l'équipe du Japon de volley-ball féminin médaillée de bronze aux Jeux olympiques d'été de 1984 à Los Angeles ; elle est lors de ces Jeux le porte-drapeau de la délégation japonaise. Elle est quatrième du tournoi olympique en 1988 et cinquième en 1992.